# Morennoe
Morennoe är en sjö i Antarktis. Den ligger i Östantarktis. Australien gör anspråk på området. Morennoe ligger 199 meter över havet. Arean är 0,37 kvadratkilometer. Den sträcker sig 3,6 kilometer i nord-sydlig riktning, och 1,6 kilometer i öst-västlig riktning.